# Pointe-à-Raquette
Pointe-à-Raquette är en kommun i Haiti.   Den ligger i departementet Ouest, i den västra delen av landet, 90 km väster om huvudstaden Port-au-Prince. Pointe-à-Raquette ligger på ön Île de la Gonâve.